# Tancha
Tancha (ros. Танха) – wieś w Rosji, w Kraju Zabajkalskim, w rejonie czytyńskim. W 2021 liczyła 281 mieszkańców.